# حجار السود (مذيخرة)

تعديل مصدري - تعديل

حجار السود محلة تابعة لقرية بني البيضاء، التابعة لعزلة الافيوش بمديرية مذيخرة إحدى مديريات محافظة إب في الجمهورية اليمنية، بلغ تعداد سكانها 239 حسب تعداد اليمن لعام 2004.